# Rappahannock
La Rappahannock est un fleuve de Virginie aux États-Unis, long de 314 km. Son plus important affluent sur la rive droite est la rivière Rapidan. Son bassin s'étend sur 7 380 km2 soit 6 % de l'État de Virginie.

## Géographie
Elle prend sa source dans les montagnes Bleues (Blue Ridge Mountains) à proximité de Front Royal. Elle arrose la ville de Fredericksburg. Elle se jette dans la baie de Chesapeake (estuaire du Potomac) par un large estuaire de 80 km de long séparant les comtés de Middlesex (rive droite) et Lancaster (rive gauche). Les deux comtés sont réunis depuis 1957 par un pont routier métallique à deux voies le Norris Bridge de plus de trois kilomètres de long. 
Le fleuve servit de frontière entre les États nordistes et sudistes pendant la guerre de Sécession et fut le théâtre de nombreux combats, en particulier de la bataille de Fredericksburg (13 décembre 1862).